# Центральноафриканский демократический союз
Центральноафриканский Демократический Союз (фр. Union Démocratique Centrafricaine, UDC) — политическая партия Центральноафриканской Республики, созданная в марте 1980 года президентом страны Д. Дако. На учредительном съезде Д. Дако провозгласил партию преемницей партии MESAN, распущенной в 1979 году. С 1980 по 1981 являлась правящей партией в рамках однопартийной системы страны.